# أندرو ليندسي
أندرو ليندسي (بالإنجليزية: Andrew Lindsay)‏ هو سباح بريطاني، ولد في 25 أكتوبر 1979 في دنفيرملين في المملكة المتحدة.

## وصلات خارجية
- أندرو ليندسي على موقع Paralympic.org (الإنجليزية)